# Гантерський коледж
Га́нтерський коле́дж (англ. Hunter College) — один з найбільших коледжів (відділень) Міського університету Нью-Йорка. Коледж розташований у центрі міста. Заснований 1870 року Томасом Гантером.

## Викладачі
- Аліса фон Гільдебранд (1923—2022) — американський католицький філософ та теолог.
- Голубничий Всеволод Сергійович — економіст, історик, публіцист, політичний та громадський діяч української діаспори. Доктор економіки (1971), член УВАН, професор Нью-Йоркського Гантер-коледжу (1962—1977).
- Джоан Тронто (1952) — американська феміністка, філософ, політолог.

## Видатні випускники
- Розалін Сасмен Ялоу — лауреат Нобелівської премії з медицини та фізіології 1977 року
- Блек Гертруда Елайон — лауреат Нобелівської премії з медицини та фізіології 1988 року
- Роман Попадюк — американський дипломат, перший посол США в Україні.
- Луїс Гілтон Штракер — віце-прем'єр-міністр Сент-Вінсента та Гренадини

## Галерея

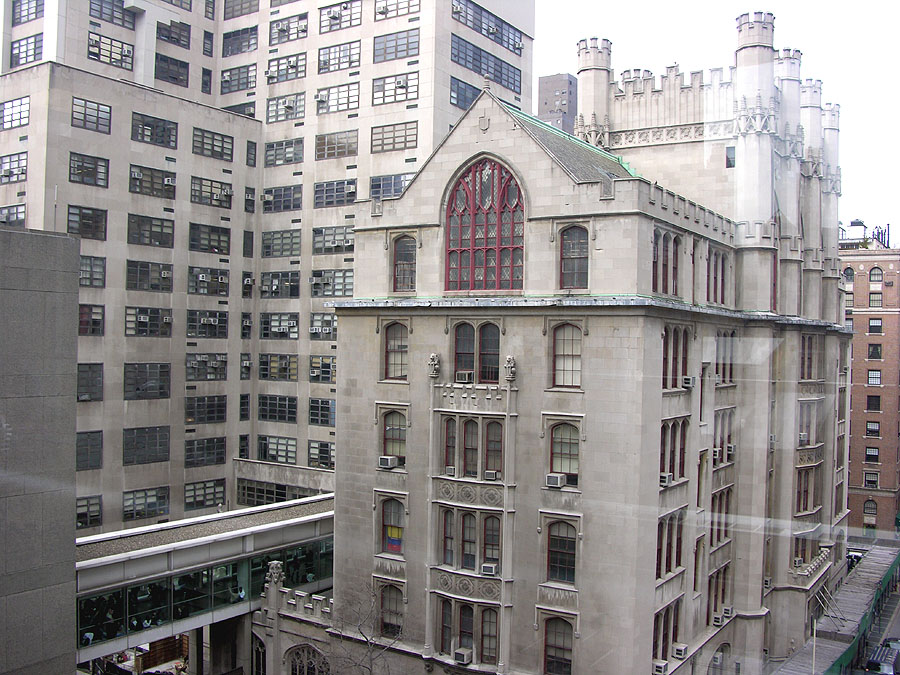
Корпус Томаса Хантера (праворуч) , Північний корпус (ліворуч)
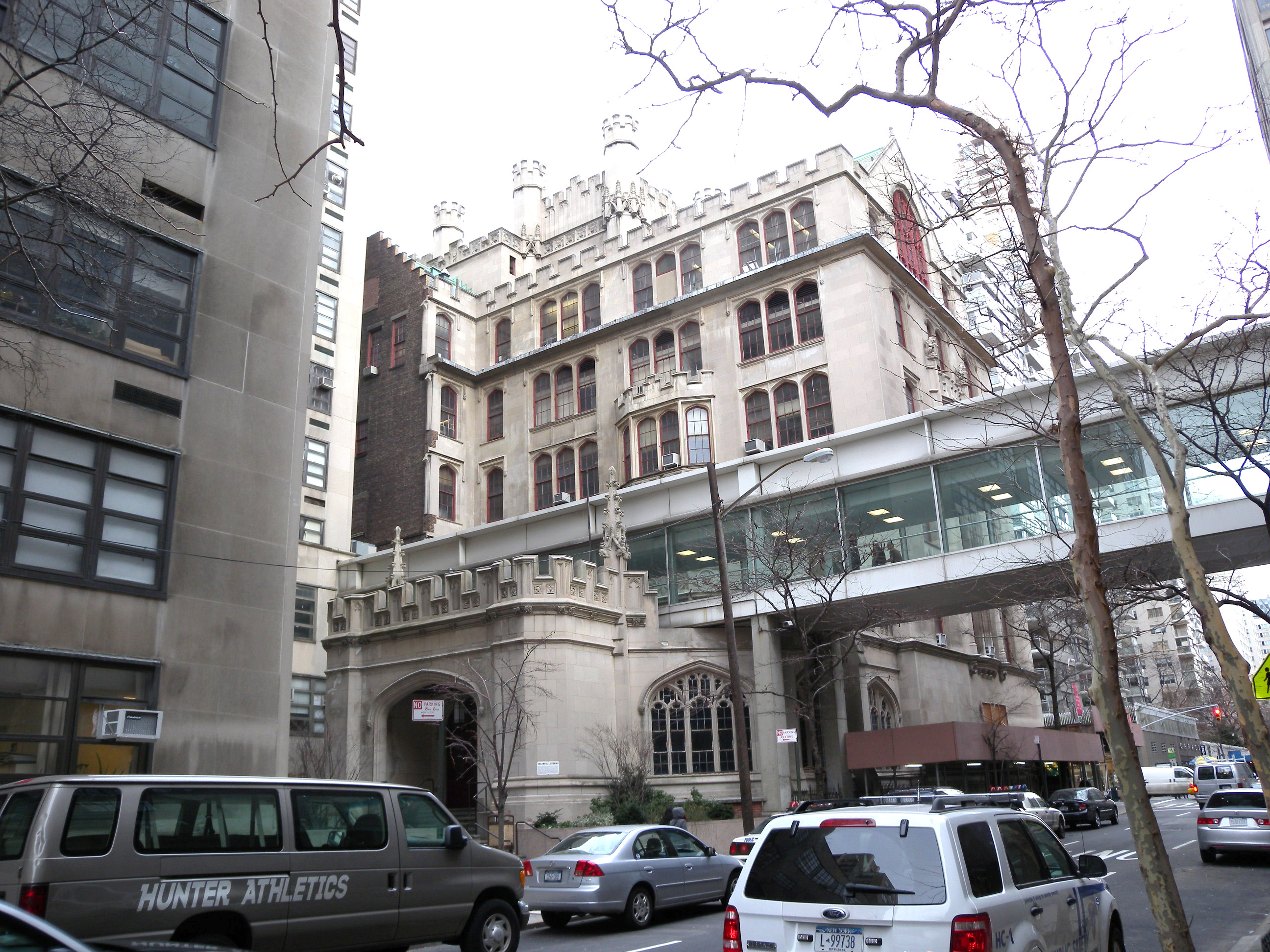
Система трьох надземних переходів, які поєднюють корпуси
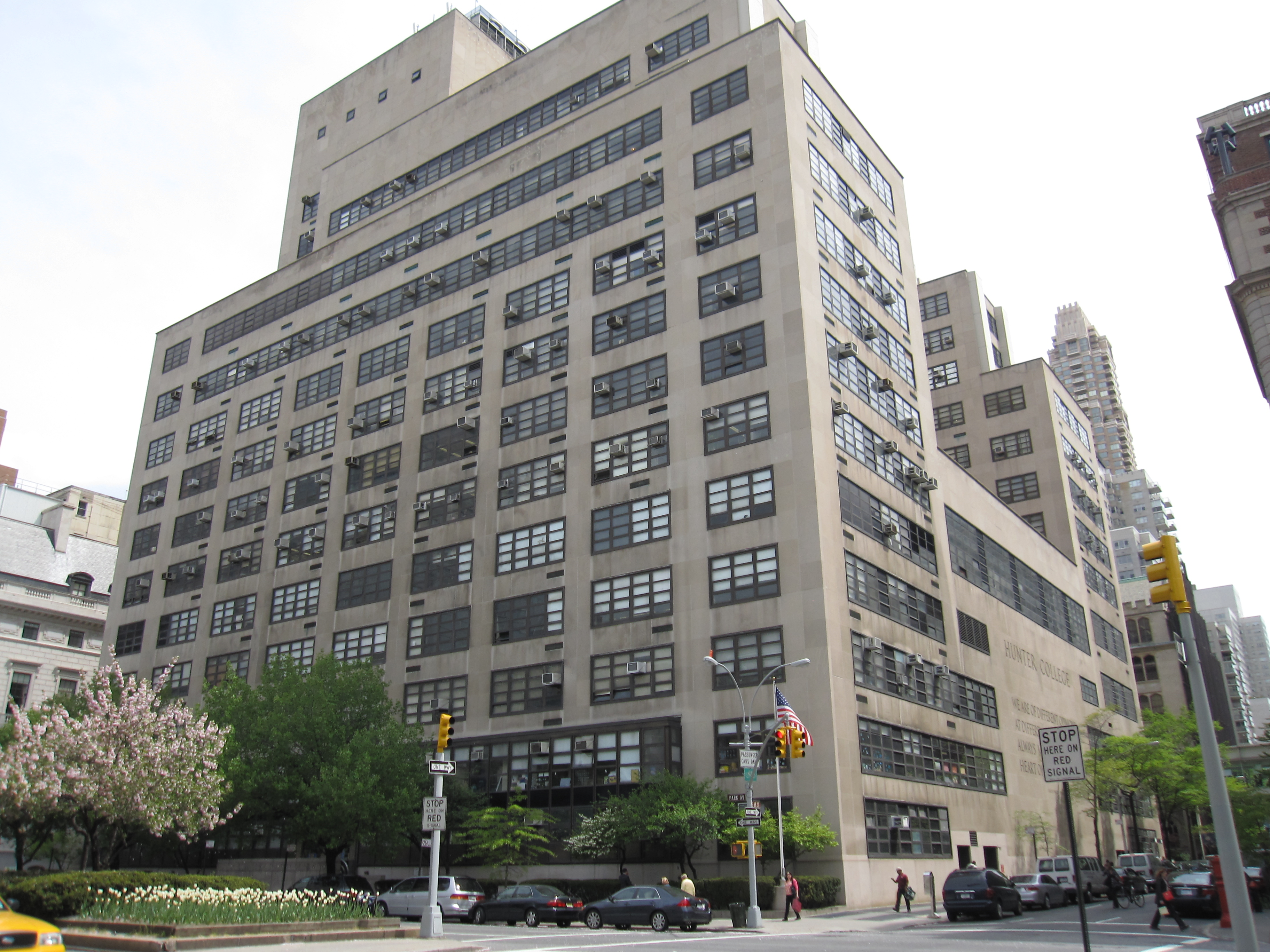
Північний корпус (вид зі сторони Парк-авеню)
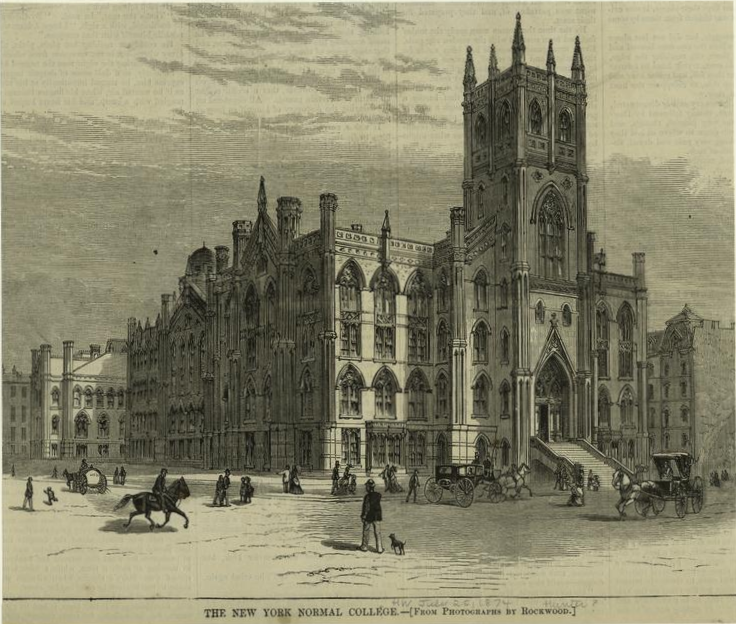
Вигляд Гантерського коледжу в 19-му столітті (фото з 1874 р.)
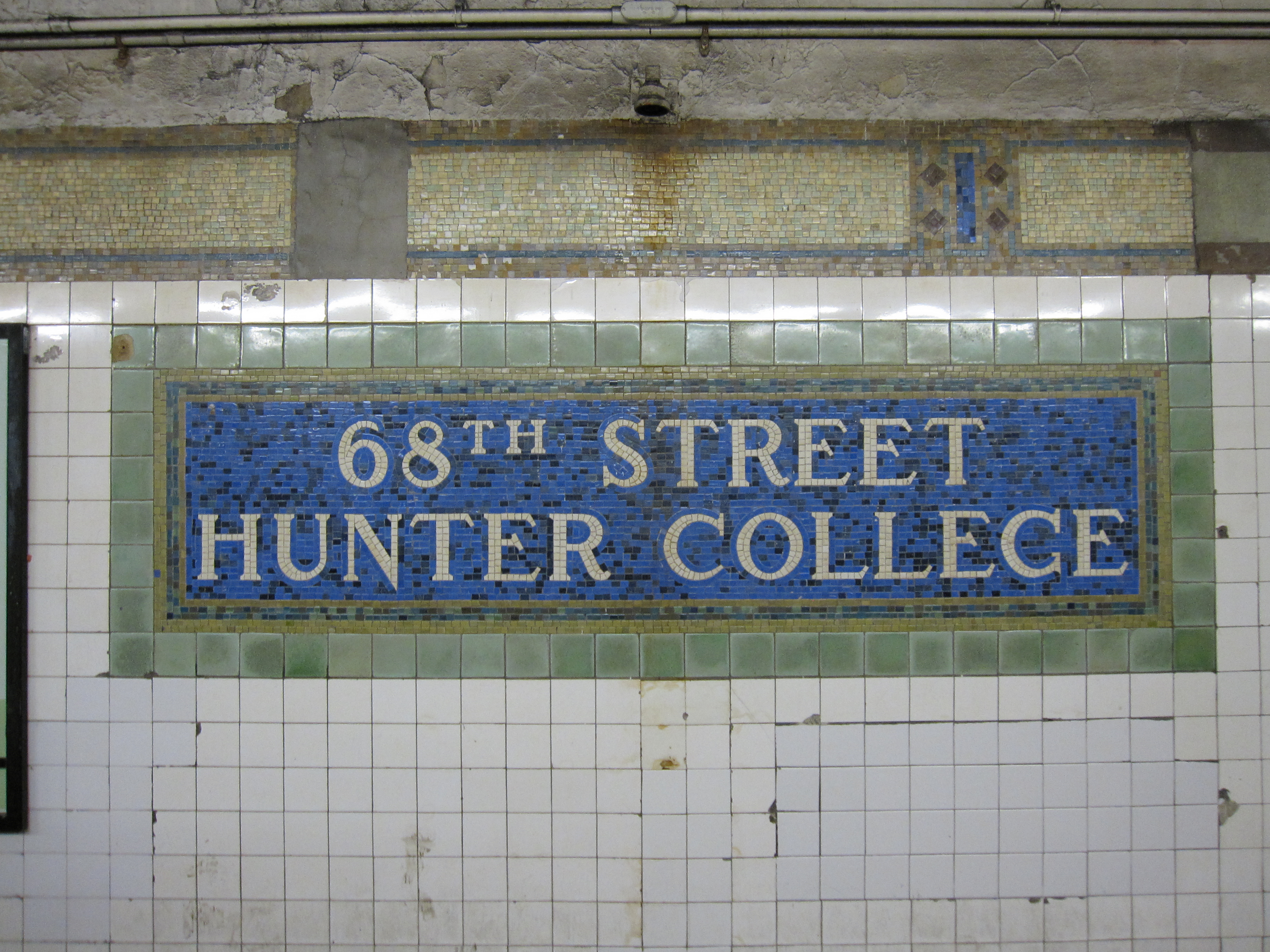
Дошка станції метро з прямим виходом у коледж